# Glomerals
Els glomerals (Glomerales) són un ordre de fongs glomeromicots de la classe dels glomeromicets (Glomeromycetes). Són fongs simbiòtics amb les plantes.

## Biologia
Tots aquests fongs són mutualistes biotròfics. La majoria empren el mètode de la micorriza arbuscular per intercanviar nutrients amb les plantes.

## Filogènia
Anteriorment tots els membres del fílum es creia que estaven relacionats amb els Endogonaceae, però s'ha trobat més relació amb els Dikarya. El seu registre fòssil s'estén des del període Ordovicià (460 milions d'anys enrere).

## Taxonomia
L'ordre del glomerals inclou una sola família, Glomeraceae, que s'escrivia incorrectament 'Glomaceae' i, per tant, també incorrectament l'ordre s'escrivia 'Glomales'.